# Église Sainte-Austreberte de Montreuil-sur-Mer
L'église Saint-Austreberte (ou Sainte-Austreberthe) est une ancienne église catholique située à Montreuil-sur-Mer, dans le département du Pas-de-Calais (région Hauts-de-France). Elle a perdu sa vocation cultuelle à la Révolution française.

## Localisation

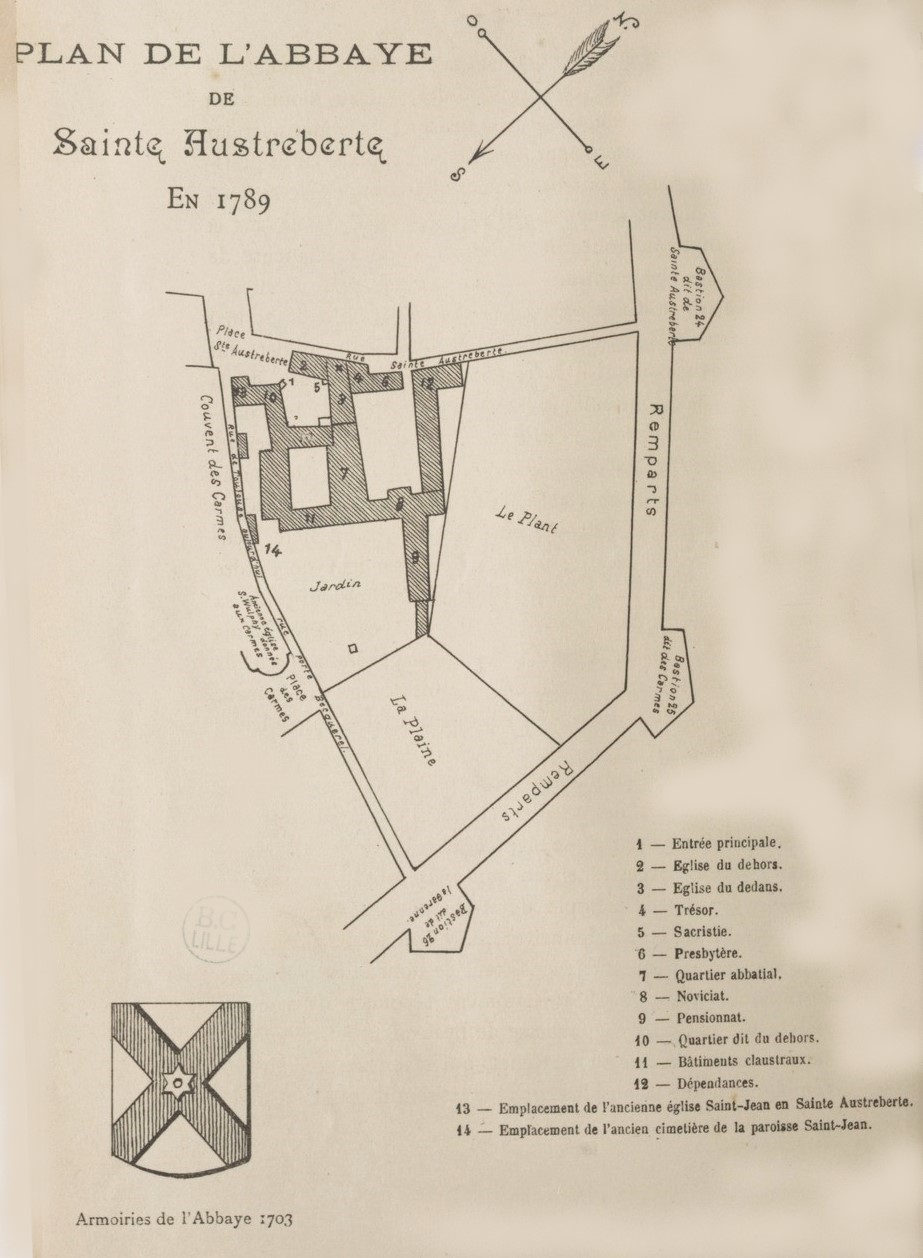
Plan de l'abbaye Sainte-Austreberte en 1789

L'église Saint-Austreberte est sise au no 3 de la rue Sainte-Austreberthe.

## Historique
Un couvent est fondé au VIIIe siècle à Pavilly, en Normandie. Austreberthe de Pavilly, née à Marconne, a reçu le voile des mains de saint Omer, moniale à l'abbaye de Port-le-Grand, elle a fondé un monastère dans la maison de ses parents à Marconne, avant de devenir abbesse de l'abbaye de Pavilly. L'abbaye de Pavilly est détruite par les vikings. Les religieuses de Pavilly ont alors emporté les reliques des saintes Austreberte et Julienne et se sont d'abord réfugiées à Marconne. Face aux attaques des vikings, les religieuses de Pavilly et de Marconne sont venues en 880 se réfugier à l'abri des murs de Montreuil construits depuis peu par le comte Helgaud de Montreuil. D'après le Père Malbrancq, les religieuses du couvent fondé par Adalscaire, comte de Viel-Hesdin, frère d'Austreberte, pour sa fille Sicchede, à Auchy, se seraient jointes à elles.
Une église  a été érigée sous le vocable Notre-Dame de l'Assomption. L'abbaye a acquis de l'importance après l'an mil sous l'abbatiat de l'abbesse, Austreberte, deuxième du nom, établie par l'évêque d'Amiens, Foulques Ier, entre 980 et 1031. Cette importance s'est accrue pendant l'abbatiat d'Hildeburge, à partir de 1032, fille de Guillaume Ier, comte de Ponthieu et de Montreuil. qui a guerroyé longtemps avec le roi Lothaire contre le comte de Flandre Arnoul II. Robert Ier, duc de Normandie, parfois pris pour Robert le Diable, a accepté de transférer de Pavilly à Montreuil les restes de sainte Austreberte et de sainte Julienne. L'abbé de Saint-Riquier Enguerrand a célébré sainte Austreberge. À la même époque, l'évêque de Thérouanne, Baudouin, autorise le transfert le corps de sainte Framehilde. À la mort d'Hildeburge, après 1045, succède l'abbesse Julienne, puis Ida de Ponthieu, fille de Guy Ier, comte de Ponthieu et de Montreuil. En 1080, l'abbesse Ida a organisé un transfert solennel des reliques de sainte Austreberte en présence de son père Guy de Ponthieu.
En 1169, Marie de Boulogne, fille d'Étienne de Blois, roi d'Angleterre, et de Mathilde de Boulogne, comtesse de Boulogne, se retire dans l'abbaye Sainte-Austreberte après la condamnation de son mariage avec Mathieu d'Alsace par l'Église. Morte en 1182, elle a été inhumée dans l'église du monastère. Dans une bulle datée du 26 mai 1170, le pape Alexandre III déclare mettre l'abbaye Sainte-Austreberte sous sa protection et la maintenir de la possession des cures et bénéfices qui lui avaient été attribués.
De rares documents d'archives mentionnent des travaux dans l'abbaye. Les troupes du comte de Buren brûlent les bâtiments le 24 juin 1537. Ils indiquent que le clocher de Sainte-Austreberthe s'est écroulé le 22 février 1622 et que dans la nuit du 30 juillet un incendie détruit tous les bâtiments de la basse-cour, au autre, le 21 au 22 octobre 1733détruit presque complètement incendié le monastère. Le monastère est reconstruit rapidement grâce aux dons d'Adélaïde d'Orléans, abbesse de Chelles. Les religieuses qui s'étaient retirées à l'hôtel-Dieu ou dans leurs familles peuvent reprendre possession leur monastère le 23 janvier 1734. Le quartier abbatial n'est terminé qu'en septembre. L'abbesse Marguerite Le Boucher d'Orsay meurt le 2 octobre 1734.
Après sa prise de possession de l'abbaye, le monastère est reconstruit simplement pendant l'abbatiat de Agathe-Madeleine-Alexandrine d'Orléans de La Motte (1734-1756). Les bâtiments du monastère sont reconstruits grâce aux dons en 1736. De nouvelles constructions sont entreprises en 1745. Après un accord avec les frères Le Mercier, l'un architecte, Jean Le Mercier, l'autre entrepreneur à Montreuil, au printemps 1756, la première pierre de l'église est posée le 2 septembre en présence de l'évêque d'Amiens, Louis-François-Gabriel d'Orléans de La Motte. L'abbesse d'Orléans de la Motte est mort le 17 septembre 1756. La campagne de construction de l'église Saint-Austreberte se poursuit sous l'abbatiat de l'abbesse de Jouenne d'Esgrigny. L'évêque d'Amiens a fait don des stalles provenant de l'abbaye d'Épagne qu'il venait d'acheter pour y établir un séminaire. L'abbesse de Jouenne d'Esgrigny se démet de ses fonctions pour raison de santé en 1760 mais elle a continué à résider dans l'abbaye. La nouvelle église, sauf l'autel, est consacrée le 14 septembre 1762 en présence de l'évêque d'Amiens et de l'évêque de Saint-Omer. Les restes de sainte Austreberte, de sainte Framehilde et de sainte Julienne sont transférés dans de nouvelles châsses en septembre 1757 par l'évêque d'Amiens. Diverses parcelles de ces reliques sont données à Pierre-Robert Le Roux d'Esneval d'Acquigny, président à mortier du parlement de Rouen et seigneur de Pavilly, et au curé de cette paroisse. L'abbesse restaure la maison du confesseur et le moulin en 1764, la brasserie en 1765, pose la première pierre du pensionnat le 19 septembre 1768. Elle reconstruit le noviciat en 1785, poursuit l'ornementation de l'église.
La Révolution arrête les travaux. Les religieuses doivent faire la déclaration des biens de l'abbaye. Les commissaires de la municipalité font l'inventaire des meubles et demandent aux religieuses si elles veulent quitter l'abbaye. Les religieuses qui ne veulent pas prêter serment à la Constitution doivent quitter l'abbaye le 2 septembre 1792. L'administration du district de Montreuil prend possession de l'abbaye. Les  châsses de sainte Austreberte, de sainte Framehilde et de sainte Julienne sont retirées de l'église et remises le 5 octobre au curé Havet. L'église abbatiale devient le siège e la Société des Amis de la Constitution qui a pris ensuite le nom de Société populaire. En mars 1793, le monastère sert de magasin de vivres et de fourrages pour l'armée. Après le décret du 17 septembre 1793 ordonnant d'arrêter tous les nobles suspects, l'abbaye Sainte-Austreberte sert de maison d'arrêt. On y compte 120 détenus le 14 avril 1794, dont l'ancienne abbesse et des religieuses. Le coup d'état du 9 thermidor a entraîné la libération de la plupart des prisonniers. L'abbaye cesse d'être une prison en décembre 1794. L'administration militaire y établit des dépôts d'outils et des magasins. En décembre 1795, après la suppression des clubs, elle demande la libre disposition de l'église, ce que refuse la municipalité.
Napoléon Bonaparte reconstitue en 1804 l'armée des côtes de l'Océan. Le général Ney commande le camp de Montreuil qui regroupe trois divisions du corps de gauche, soit 25 000 homme. Les bâtiments de l'abbaye vont servir d'hôpital militaire et l'église devenir un des principaux magasins de l'armée. Le 31 mars 1804, un incendie s'est déclaré dans l'ancienne sacristie et s'est communiqué à l'église. Après quelques heures il n'est resté de l'église que ses murs. Après la levée du camp de Montreuil, l'abbaye est resté un hôpital militaire jusqu'au 28 décembre 1809. L'hôpital est rouvert un peu plus tard, mais le 5 avril 1812, il est supprimé et les bâtiments servent en partie de casernement à un bataillon de pupilles de la garde. Mais dès le 21 novembre 1812, l'hôpital militaire est rouvert. Au premier trimestre 1814, 1 088 entrées sont constatées. Pendant les Cent-Jours, l'abbaye est occupée par le 3e régiment étranger. Après la Bataille de Waterloo, une partie de l'abbaye a servi de magasin de fourrages pour l'armée alliée qui a occupé Montreuil jusqu'en 1819, une autre partie a servi de prison.
En 1824, après la transfert de la prison dans le couvent des Carmes, l'abbaye Sainte-Austreberte s'est trouvée sans occupation. La municipalité, appuyée par le comte Garnier des Garets, sous-préfet de Montreuil, a obtenu du ministère de la guerre l'abandon de certains quartiers de l'abbaye Sainte-Austreberte pour y établir un collège. Le bâtiment lui est remis le 25 janvier 1825. L'inauguration du collège a eu lieu le 20 octobre 1828. Au même moment, une autre partie de l'abbaye comprenant l'ancien quartier de l'abbesse, les dépendances dénommées manutention depuis le camp de Montreuil, l'ancien pensionnat des demoiselles et une partie de son jardin sont modifiés pour le logement de troupes d'infanterie. La ville agrandit le collège de Montreuil et prend possession de l'église. La garnison est supprimée en 1873 mais une école militaire préparatoire d'infanterie y est installée en 1885. Des entrepôts de tabac ont été construits en 1860 sur une partie de l'enclos de l'abbaye appelé le Plant.
Le lycée Eugène-Woillez se trouve à l'emplacement de l'ancienne abbaye Saint-Austreberte.

## Protection
Elle fait l’objet d’une inscription partielle au titre des monuments historiques depuis le 6 octobre 1942. L'inscription partielle concerne la façade.

## Liste des abbesses de l'abbaye de Sainte-Austreberte
- Austreberte II
- Hildeburge
- Julienne
- Ida de Ponthieu, entre 1058 et 1076[7], deuxième fille de Guy Ier de Ponthieu
- Evergarde,
- Sainte I de Gresson,
- Sainte II de Gresson,
- Natalie,
- Ida II de Ponthieu,
- Assilie ou Cécile, vers 1197,
- Égide ou Gillette, en 1203,
- Marguerite I de Hennebe ou de Henneveux,
- Imberge, vers 1212-1220,
- Mathilde, en 1233, morte probablement en 1238,
- A..., 1239
- Marguerite II de Sanghen, en 1259-1278,
- Marguerite III de Bouvelinghem ou Bonnelinghem, vers 1278-1283,
- Marguerite IV de Brunembert ou Brunsberg, en 1283, morte vers 1305,
- Jeanne d'Argies, après 1305,
- Richende I de Baine, citée en 1343
- Richende II de Baine, morte en 1358,
- Austreberte III de Cointerel, en 1358, morte en 1364,
- Élisabeth de Hestrus (Isabelle de Hestre), élue le 22 décembre 1364,
- Marie de Sanghen, élue en 1385, morte en juillet 1391,
- Marguerite V d'Escoffen, en 1391, vivait encore en 1424,
- N. de Mailly
- Marguerite VI de Créqui, fille de Jean de Créqui, citée en 1443, morte le 10 décembre 1475,
- Jeanne II de Hardenthun, citée en 1584,
- Jacqueline I de Pardieu, en 1489, morte le 4 décembre 1497,
- Marguerite VII de Wailly, morte en 1503,
- Jacqueline II de Pardieu, 1503,
- Françoise de Boufflers, fille de Jacques de Boufflers et de Cagny, morte le 19 janvier 1551,
- Marguerite VIII de Gourlay, en 1551, morte en 1568,
- Claude de Monchy, en 1568, morte en 1583,
- Claire Blondel, de décembre 1583 à 1620,
- Madeleine I de Monchy, fille de Jean de Montcavrel et Marguerite de Bourbon, 1621-1628,
- Charlotte-Cécile de Monchy, sœur de la précédente, en 1629, morte en 1648,
- Madeleine II Angélique Gouffier, nièce des précédentes, en 1648, se démet de ses fonctions entre les mains du roi en 1694, morte le 24 août 1702,
- Marguerite IX Le Boucher d'Orsay, en 1694, morte en 1734,
- Madeleine III Agathe Alexandrine d'Orléans de La Motte, fille d'Esprit-Joseph d'Orléans de La Motte et de Marthe-Ursule de Blegière d'Antenou, en 1735, morte en 1756,
- Anne I Renée Marie de Jouenne d'Esgrigny, en 1756, se démet en 1760, meurt à l'abbaye le 23 avril 1790,
- Anne II Lamoureulx de la Javelière, en 1760, jusqu'à la Révolution. Le couvent est fermé le 2 septembre 1792.